# Potentilla karatavica
Potentilla karatavica är en rosväxtart som beskrevs av Sergei Vasilievich Juzepczuk. Potentilla karatavica ingår i Fingerörtssläktet som ingår i familjen rosväxter. Inga underarter finns listade i Catalogue of Life.